# Euramerica

Laurussia la debutul Devonianului

Euramerica sau Laurussia a fost un supercontinent format în Silurian. Coliziunea sa cu Gondwana a dus la formarea supercontinentului Pangeea și a fost cauza Orogenezei Hercinice.